# Cockenzie and Port Seton
Cockenzie and Port Seton (Cùil Choinnich in lingua gaelica scozzese) è una località della Scozia, situata nell'area di consiglio di East Lothian.